# Heinrich Wolkenstein-Trostburg
Jindřich hrabě Wolkenstein-Trostburg (německy Heinrich Graf von Wolkenstein-Trostburg, Freiherr zu Trostburg und Neuhauß; 7. ledna 1841 Brno – 12. února 1897 Vídeň) byl rakouský šlechtic, důstojník a dvořan. Od mládí sloužil v c. k. armádě, vystřídal působení u různých jednotek jezdectva, několik let byl také císařským pobočníkem a dosáhl hodnosti plukovníka. Nakonec v letech 1886–1897 u vídeňského dvora zastával post nejvyššího kuchmistra.

## Životopis
Pocházel ze starobylé šlechtické rodiny původěm z Tyrolska, patřil k početnému potomstvu hraběte Karla Bedřicha Wolkenstein-Trostburga (1802–1875), prezidenta zemského soudu v Brně. Rod Wolkensteinů v té době na základě předchozích dědických dohod po vymřelém rodu Martiniců vlastnil v severních Čechách velkostatky Ahníkov a Prunéřov. Jindřich v mládí vstoupil do armády, službu zahájil jako podporučík u 12. kyrysnického pluku. U tohoto regimentu, reorganizací z roku 1867 přejmenovaného na 12. dragounský pluk strávil řadu let a byl povýšen na rytmistra (1872). Později sloužil u 1. hulánského pluku v Krakově a v roce 1880 byl povýšen na majora, zároveň se stal jedním z křídelních pobočníků císaře Františka Josefa a získal titul c. k. komořího. V roce 1884 dosáhl hodnosti podplukovníka a stal se velitelem 6. hulánského pluku v Komárně.
V roce 1886 byl povolán do Vídně a převzal funkci nejvyššího kuchmistra (Oberstküchenmeister), kterou pak zastával až do smrti. Funkce nejvyššího kuchmistra s ročním platem 4 000 zlatých byla podřízena úřadu nejvyššího hofmistra. Nejvyšší kuchmistr měl hlavní dozor nad císařskou kuchyní (tzv. velká dvorní kuchyně se nacházela ve Švýcarském dvoře paláce Hofburg) a byl zodpovědný za podávání jídel na dvorních slavnostech, plesech nebo diplomatických večeřích často pro několik set hostů. V roce 1886 byl zároveň penzionován v armádě v hodnosti plukovníka a jako vysoký dvorský hodnostář obdržel titul c. k. tajného rady s nárokem na oslovení Excelence. 
Zemřel svobodný a bezdětný ve Vídni v roce 1897 ve věku 56 let. 
Jeho starší bratři Leopold (1831–1893) a Vilém (1836–1915) díky pozemkovému majetku v Čechách působili v české politice a zasedali jako poslanci v českém zemském sněmu. Další bratr Antonín (1832–1913) byl diplomatem, nakonec dlouholetým rakousko-uherským velvyslancem v Rusku (1882–1894) a Francii (1894–1903)

## Řády a vyznamenání
Ve funkci nejvyššího kuchmistra byl u vídeňského dvora hostitelem mnoha významných návštěv a díky tomu získal řadu ocenění od zahraničních panovníků.
- Řád červené orlice I. třídy (Německo)
- Řád koruny (Německo)
- Řád lva a slunce I. třídy (Persie)
- velkokříž Řádu Kristova (Portugalsko)
- velkokříž Řádu sv. Michaela (Bavorsko)
- Řád Leopolda (Belgie)
- velkokříž Řádu Albrechtova (Sasko)
- Vévodský sasko-ernestinský domácí řád (Sasko)
- Řád Fridrichův (Württembersko)
- Řád rumunské hvězdy (Rumunsko)
- Řád Takova (Srbsko)
- Řád bílého orla (Srbsko)
- Řád knížete Danila I. (Černá Hora)
- Řád svatých Mořice a Lazara (Itálie)
- Vojenská záslužná medaile (Rakousko-Uhersko)